# FCバサラマインツ
FCバサラマインツ（FC Basara Mainz）は、ドイツのマインツを本拠地とするサッカークラブ。FCバサラ・マインツなどとも表記される。

## 歴史
ドイツ・マインツにある日本人運営のサッカークラブ。2014年クラブ創設後、5年連続昇格を果たし、現在ドイツ6部リーグに所属。「世界で活躍できる人材を育成する」をコンセプトにブンデス リーガ参入、プロサッカー選手の輩出を目指す。

## 歴代所属日本人選手
- 石本喜丈
- 泉聖也
- 大脇久弥
- 奥野貴大
- 鬼城大地
- 岸琢人
- 中嶋隼斗
- 中村風雅
- 中林凛
- 新山哲平
- 福原大亮
- 堀田純平
- 松井拓都
- 森岡佑月
- 渡邊星来